# رالف بلاك
رالف بلاك (بالإنجليزية: Ralph Black)‏ (6 أكتوبر 1963 بغلاسكو في المملكة المتحدة - ) هو مدرب كرة قدم ولاعب كرة قدم أمريكي في مركز الدفاع. لعب مع سان خوزيه إيرث كويكس وتامبا باي راوديز ونادي غوادالاخارا (نادي كرة قدم) وSeattle Storm (soccer) ‏ وAnaheim Splash ‏ وبالتيمور بلاست ‏ وBuffalo Blizzard ‏ وDenver Avalanche ‏ وPortland Pride ‏ وPortland Pythons ‏ وSeattle SeaDogs ‏ وTacoma Stars (1983–1992) ‏.